# نات ريفيس
نات ريفيس (بالإنجليزية: Nat Reeves)‏ هو عازف جاز أمريكي، ولد في 27 مايو 1955 في لينشبرغ في الولايات المتحدة.

## وصلات خارجية
- الموقع الرسمي
- نات ريفيس على موقع ميوزك برينز (الإنجليزية)
- نات ريفيس على موقع أول ميوزيك (الإنجليزية)
- نات ريفيس على موقع ديسكوغز (الإنجليزية)